# Иглен нос
Иглен нос (също Агуляс; на африкаанс: Kaap Agulhas; на английски: Cape Agulhas; на португалски: Cabo das Agulhas) е най-южната точка на африканския континент.
Името идва от португалското му название Agulhas (игли) и е свързано със скалите и рифовете, в които са се разбили или повредили много кораби. Заради тези опасности на носа през 1848 г. е построен фар. Брегът е еднообразен, скалист и ако не е изследователският маркер, обозначаващ точката, плавният завой на бреговата линия би затруднил доста намирането на точното място.
Намира се в пуста област, 170 километра на югоизток от Кейптаун, с географски координати 34°32'43,39" ю.ш., 20°00'09,15" и.д. Скалите, образуващи Иглен нос, са част от групата на планината Тейбъл. Те са близки до геологическите образувания, които се виждат по грандиозните скални склонове на Тейбъл и нос Добра надежда.
Морето около Иглен нос е известно със зимните си бури и огромните блуждаещи вълни, високи до 30 м и способни да потопят дори големи кораби. Това е и точката, в която се срещат Индийският и Антлантическият океан (според Международната хидрографска организация) – не на нос Добра надежда, или Кейп Пойнт, както понякога се смята.
На юг от Иглен нос топлото Иглено течение, което следва източния бряг на Африка в южна посока, се обръща обратно към Индийския океан. При обръщането му от него се откъсват големи океански водовъртежи (иглени пръстени), които се носят на запад към Атлантическия океан и пренасят големи количества топлина и сол от Индийския океан. Този механизъм е сред ключовите елементи на циркулацията на топлина и сол в Големия океански конвейерен пояс.
Водите близо до брега са доста плитки и са известни като най-добрия рибарски район в Южна Африка, познат като Иглена плитчина. По протежение на първите 250 км към вътрешността на океана дълбочината е по-малка от 100 м, след което дъното пада стръмно надолу.

## Галерия
- Иглен нос и южното крайбрежие на РЮА.
- Фарът, предупредил много кораби за носа.